# La presse est unanime
La presse est unanime est une pièce de théâtre de Laurent Ruquier créée en 2002 au théâtre des Variétés à Paris, mise en scène par Agnès Boury.

## Résumé
Après une absence au cinéma pendant une période de six ans, l'actrice Stéphanie Grumet fait son retour sur le grand écran. Son compagnon, Pierre-Louis Saintaignan, critique réputé et redouté au journal Le Figaro lui fait la promesse d'écrire une critique objective sur son nouveau film, tellement objective qu'il en dénigrera le jeu de sa compagne. Stéphanie traverse cette épreuve accompagnée de son amie de longue date Juliette Balan et de l'attaché de presse de son film Kevin Vautier. Deux autres personnages interviennent également dans le conflit, l'assistant de Saintaignan, Benoît Guillemin et Geneviève Trouparent, critique au journal Le Monde.

## Distribution
- Stéphanie Grumet : Isabelle Mergault puis Marie Laforêt
- Pierre-Louis Saintaignan : Gérard Miller puis Jean-François Dérec
- Juliette Balan : Isabelle Alonso puis Géraldine Bonnet-Guérin
- Kevin Vautier : Steevy Boulay
- Benoît Guillemin : Raphaël Mezrahi puis Julien Cafaro
- Geneviève Trouparent : Claude Sarraute puis Annie Lemoine

## Reprise de 2005
En 2005, la pièce a été reprise pour la première fois par un théâtre de province, le Théâtre des Salinières à Bordeaux, avec Frédéric Bouchet (Pierre-Louis), Katia Bohomolec (Stéphanie), André Alba (Kevin), Babette Riviecco (Juliette), Stéphane Caudéran (Guillemin) et Michele Dascain (Trouparent).

## Citations
Pierre-Louis Saintaignan (à propos de sa critique) :
« C'est tout de même pas la fin du monde ! »
Juliette Balan de répondre :
« Ah non, c'est pas la fin du Monde, c'est le milieu du Figaro ! »

## Anecdotes
- Le titre original de la pièce était Situation critique mais elle a été renommée pour ne pas être confondue avec la pièce État critique qui fut jouée la même saison à Paris.
- Au début de l'acte III, l'émission qu'écoute Pierre-Louis Saintaignan à la radio est un extrait du billet d'humeur de Laurent Ruquier sur Europe 1
- Dans le DVD de la captation de la pièce[1] (2003), on peut voir en introduction une scène tournée en extérieur où Laurent Ruquier lui-même interprète un kiosquier.